# Đô la đảo Hoàng tử Edward
Đô la đảo Hoàng tử Edward là một loại tiền tệ đã được sử dụng ở đảo Hoàng tử Edward vào giữa những năm 1871 và 1873. Nó thay thế cho pound 	
với tỷ giá là 1 pound = 4,866 đô la và là tương đương với Đô la Canada, đồng tiền đã thay thế cho nó vào năm 1873. Đồng đô la được chia thành 100 cent.

## Tiền xu
Chỉ có một loại tiền xu được đúc cho đô la đảo Hoàng tử Edward, nó là đồng 1 cent bằng đồng thiếc, phát hành năm 1871.

## Giấy bạc
Năm 1872, giấy bạc của kho bạc được phát hành với các mệnh giá 10 và 20 đô la. Cùng năm đó, hai ngân hàng đủ tư cách là Ngân hàng đảo Hoàng tử Edward và Liên minh Ngân hàng đảo Hoàng tử Edward bắt đầu phát hành giấy bạc đô la với các mệnh giá 1, 2, 5, 10 và 20 đô la. Các ngân hàng tư nhân phát hành giấy bạc bằng đô la Canada, những loại đầu tiên trong số đó là giấy bạc thời kỳ đầu với dòng chữ "Canadian currency" (tiền tệ Canada) được in trên đó.

## Khác
- Krause, Chester L. & Clifford Mishler (1991). Standard Catalog of World Coins: 1801-1991 (ấn bản thứ 18). Krause Publications. ISBN 0-87341-150-1.
- Pick, Albert (1990). Standard Catalog of World Paper Money: Specialized Issues. Colin R. Bruce II and Neil Shafer (editors) (ấn bản thứ 6). Krause Publications. ISBN 0-87341-149-8.

## Liên kết
- Cải cách tiền tệ Lưu trữ ngày 28 tháng 11 năm 2007 tại Wayback Machine